# Felsőmarác
Felsőmarác é um município da Hungria, situado no condado de Vas. Tem 17,44 km² de área e sua população em 2015 foi estimada em 227 habitantes.